# عمارت دادگستری شهرستان هاپکینز
عمارت دادگستری شهرستان هاپکینز (به انگلیسی: Hopkins County Courthouse) عمارتی تاریخی در سولفور اسپرینگز از شهرستان هاپکینز، تگزاس است.
این بنا در قرن نوزدهم ساخته گردید و معمار آن جیمز رایلی گوردن بود.